# Zen Café
Gli Zen Café sono un gruppo musicale finlandese  fondato a Turku nel 1992.
La band deve il suo nome al libro Lo Zen e l'arte della manutenzione della motocicletta di Robert M. Pirsig su idea del bassista Kari Nylander. Gli altri membri della band sono Samuli Putro (voce, chitarra) e Pete Parkkonen (batteria).

## Attuale formazione
- Samuli Putro – voce, chitarra, testi
- Kari Nylander – basso
- Pete Parkkonen – batteria

### Membri precedenti
- Mikko Oesch (chitarra)
- Tuomo Mäki-paavola (batteria)

## Discografia

### Album
- Romuna (1997)
- Idiootti (1998)
- Ua ua (1999)
- Helvetisti järkeä (2001)
- Vuokralainen (2002)
- Jättiläinen (2003, antologia)
- Laiska, tyhmä ja saamaton (2005)
- STOP (2006)